# Ползиков, Владимир Петрович
Влади́мир Петро́вич По́лзиков (1818—1874) — русский генерал, участник Крымской войны, Керченский комендант. 

## Биография
Родился в 1818 году, происходил из дворян Тульской губернии. Образование получил в Павловском кадетском корпусе, откуда 4 марта 1835 года выпущен прапорщиком во 2-й резервный сапёрный батальон. 
Произведённый 29 апреля 1840 года в чин поручика, Ползиков был направлен на службу на Кавказ в Кавказский сапёрный батальон. В том же 1840 году он участвовал в нескольких экспедициях против горцев в отряде генерал-лейтенанта Галафеева и за отличие при взятии 29 сентября Герменчука и устройство близ него укрепленного вагенбурга был награждён орденом св. Анны 4-й степени. В 1841 году Ползиков находился в отряде генерала от инфантерии Головина, оперировавшем в Северном Дагестане, и участвовал в занятии, 15 мая, русскими войсками Хубарских высот, а с 22 июня по 25 сентября работал при возведении Евгеньевского укрепления. В 1842 году Ползиков состоял при Чеченском отряде генерал-адъютанта Граббе и за отличие в делах против горцев произведён был 7 апреля 1843 года в штабс-капитаны. Затем, в 1846 году Ползиков был снова назначен в Дагестан, в отряд генерал-лейтенанта князя Аргутинского-Долгорукова и в награду за отличия, оказанные им в делах против горцев, получил орден св. Анны 3-й степени с бантом. 
В 1852 году он был произведён в подполковники и переведён в 6-й саперный батальон, с которым в 1854 году прибыл в Севастополь, 18 марта 1855 года был назначен командиром этого батальона. С 1 сентября 1854 года по 1 января 1855 года Ползиков находился на южной стороне и на Корниловском бастионе (Малаховом кургане), где и был 9 октября сильно контужен в голову. В этот короткий промежуток времени Ползиков получил за храбрость две награды: 27 сентября — чин полковника и 28 декабря — орден св. Георгия 4-й степени. С 1 января по 27 августа 1855 года он заведовал всеми инженерными работами на Северной стороне и на Макензиевой горе, причём 19 апреля, «за храбрость при геройской защите Севастополя», награждён орденом св. Владимира 4-й степени с бантом, а за устройство, с 1 по 15 августа, под неприятельскими выстрелами плотового моста через Севастопольскую бухту, — ему была пожалована императорская корона к ордену св. Анны 2-й степени. Вот что пишет о деятельности Ползикова один из очевидцев Севастопольской обороны:

«Говоря об Истомине, нельзя умолчать о деятельном сотруднике покойного, полковнике Ползикове, который, в самые критические минуты, всегда с светлым лицом, одушевлял рабочих и, как тень Истомина, был с ним неразлучен; его трудам и практическому знанию дела обязаны много севастопольские укрепления... Тотлебен и Ползиков, своей беспримерной деятельностью, построили столько защиты от вражеских гостинцев, что мартовская канонада дешевле октябрьский нам обходится». 

Кроме работ по возведению укреплений, Ползиков принимал также деятельное участие в отражении неприятельских штурмов на наши окопы, а равно и в делах при Альме 8 сентября 1854 года, при Чёрной речке и на Федюхиных высотах, причём 4 августа 1855 года в сражении при Чёрной речке был вторично контужен. За всё время Севастопольской обороны, с 13 сентября 1854 года по 28 августа 1855 года, Ползиков не покидал Севастополя. 
Высочайшим приказом от 26 ноября 1856 года Ползикову поручено было сформировать резервный саперный полубатальон; за отличное состояние вновь сформированной им части он удостоился 4 октября 1857 года Высочайшей благодарности. 3 сентября 1860 года Ползиков был произведён в генерал-майор. Выйдя вскоре в отставку 42-летний генерал, полный сил и энергии, тотчас же нашёл иное поприще для своей деятельности и 19 мая 1861 года был назначен, по выборам дворянства, мировым посредником 2-го участка Киевского уезда. Через три года, 19 февраля 1864 года, по назначению от правительства, Ползиков был определён председателем Васильковского (Киевской губернии) мирового съезда. 5 мая 1864 года получил особый знак отличия, в память введения в действие Положения 19 февраля 1861 года для ношения на левой стороне груди. 25 марта 1865 года Ползиков, по прошению, был уволен от занимаемой им должности, 6 февраля 1867 года был избран киевским уездным предводителем дворянства и в этой должности получил 14 июля 1869 года орден св. Владимира 3-й степени с мечами над орденом. 3 января 1870 года Ползиков снова поступил на военную службу с зачислением по инженерному корпусу (старшинство в чине генерал-майора считалось с этой даты) и 26 февраля того же года назначен Керченским комендантом. 
Скончался 22 [10] июля 1874, из списков исключён 26 июля.
Его сыновья: Пётр (1855—?, генерал-лейтенант) и Александр (полковник).
Среди прочих наград имел ордена:
- Орден Святой Анны 4-й степени (1841 год)
- Орден Святого Станислава 3-й степени (1841 год)
- Орден Святой Анны 3-й степени с бантом (1847 год)
- Орден Святой Анны 2-й степени (1852 год, императорская корона к этому ордену пожалована в 1855 году)
- Орден Святого Георгия IV класса (28 декабря 1854 года, № 9561 по кавалерскому списку Судравского и № 2489 по списку Григоровича — Степанова)
- Орден Святого Владимира 4-й степени с бантом (19 апреля 1855 года)
- Орден Святого Владимира 3-й степени с мечами (14 июля 1869 года)
- Орден Святого Станислава 1-й степени с мечами (1872 год)